# 객관적 귀속이론
객관적 귀속이론(客觀的 歸屬理論, Objektive Zurechnung)이란 인과관계가 인정되는 결과를 행위자의 행위에 객관적으로 귀속시킬 수 있는가를 확정하는 이론이다.

## 설명
사실문제인 인과관계와 결과라는 결과귀속을 분리하여, 사실적인과관계는 합법칙적조건설에 의하여 확정하고 그 결과를 행위자에게 귀속시킬수 있는가?  여부는 별도의 평가기준인 객관적귀속의 척도에 의하여 결정하고자 하는 학설이다. 지배가능성, 위험창출행위, 위험실현, 규범의 보호목적 등을 충족해야 한다.
인과관계에 관한 학설로서 조건설(등가설), 상당인과관계설, 합법칙적조건설이 과거 확립된 학설임에 반해, 주관적귀속이론은 최근 학계에서 유행하고 있는 이론이며  합법칙적 조건설과 결합한 객관적 귀속이론이 다수설의 지위를 보이고 있다.
지난 30년 동안 독일에서 형법 도그마틱의 주제 중 객관적 귀속보다 많이 다루어진 주제는 거의 없다.
객관적 귀속론은 독일에서 1930년 리하르트 호니히(Richard Honig)의 논문으로 처음 주장되었고, 클로스 록신(Claus Roxin)에 의하여 발전되었다. 고려대 김일수 교수가 록신의 제자이다.

## 판례

### 통상 예견할 수 있는 다른 직접적 원인
- 살인의 실행행위와 피해자의 사망 사이에 다른 사실이 개재되어 그 사실이 사망의 직접적인 원인이 되었더라도 그와 같은 사실이 통상 예견할 수 있는 것에 지나지 않는다면 살인의 실행행위와 피해자의 사망 사이에 인과관계가 인정된다.[3]

### 상당인과관계
- 의사가 설명의무를 위반한 채 의료행위를 하여 환자에게 상해가 발생하였더라도, 업무상 과실로 인한 형사책임을 지우기 위해서는 상해와 의사의 설명의무위반 내지 승낙취득 과정의 잘못 사이에 상당인과관계가 존재하여야 한다.[4]

## 사례
- 전문적으로 대출을 취급하면서 차용인에 대한 체계적인 신용조사를 행하는 금융기관이 금원을 대출하는 경우에는, 비록 대출 신청 당시 차용인에게 변제기 안에 대출금을 변제할 능력이 없었고 자체 신용조사 결과에는 관계없이 ‘변제기 안에 대출금을 변제하겠다’는 취지의 차용인 말을 그대로 믿고 대출하였더라도, 차용인의 이러한 기망행위와 금융기관의 대출행위 사이에 인과관계를 인정할 수 없다.[5]

## 같이 보기
- 씨네쿼넌 - 조건설

## 참고 문헌
- 손동권, 『체계적 형법연습』, 율곡출판사, 2005. (ISBN 8985177915)